# Malcolm X
Malcolm X (ur. 19 maja 1925 w Omaha jako Malcolm Little, zm. 21 lutego 1965 w Nowym Jorku jako El-Hajj Malik El-Shabazz – jako muzułmanin) – jeden z przywódców ruchu afroamerykańskiego w Stanach Zjednoczonych.
Malcolm X był jedną z kluczowych postaci w okresie walki Afroamerykanów o równouprawnienie. Do dziś dla wielu młodych czarnych mieszkańców gett jest idolem i wzorem do naśladowania.

## Życiorys

### Młodość i rodzina
Urodził się jako Malcolm Little w Omaha. Wychowywał się wraz z siedmiorgiem rodzeństwa, jego ojciec Earl Little był ministrem Kościoła baptystów. Earl Little był zwolennikiem systemu ideologicznego głoszonego przez działacza afroamerykańskiego Marcusa Garveya. Ze względu na swoje poglądy Little i jego rodzina narażeni byli na ataki i pogróżki ze strony rasistowskiej organizacji białych zwanej Czarnym Legionem. Rasiści zmusili rodzinę Little'ów do dwóch przeprowadzek. W 1929 spłonął dom Little'ów w Lansing w Michigan. W 1931 ciało Earla Little odnaleziono na torach. Funkcjonariusze policji zakwalifikowali zarówno śmierć baptysty i podpalenie jego domu jako wypadki, ale rodzina Little'ów nie miała wątpliwości, że za te wydarzenia odpowiedzialni są aktywiści Czarnego Legionu . Po śmierci głowy rodziny matka ośmiorga dzieci przeżyła załamanie nerwowe i znalazła się w szpitalu psychiatrycznym. Rodzeństwo rozdzielono, posyłając je do domów dziecka i rodzin zastępczych .
Wychowujący się w domu dziecka Malcolm trafiając do szkoły został umieszczony w klasie, gdzie był jedynym czarnoskórym uczniem. Szkołę ukończył z najlepszymi ocenami w klasie, wówczas wymarzyła mu się kariera prawnika, od czego odwiódł go jego nauczyciel, który zasugerował mu, aby starał się o zawód odpowiedni dla osoby czarnoskórej. Zniechęcony do dalszej edukacji Little zrezygnował z niej i przeniósł się do Bostonu, podejmując się dorywczych prac w różnych branżach.
Z Bostonu trafił do nowojorskiego Harlemu. Tam poznał życie przestępcze. Wkrótce sam zaczął handlować narkotykami oraz dopuszczał się kradzieży.

### Naród Islamu

#### Więzienie
W 1946 roku został złapany przez policję za kradzieże i skazany na 10 lat więzienia . W trakcie odbywania kary więzienia ponownie zainteresował się nauką. Tam też za namową swojego brata Reginalda, będącego członkiem Narodu Islamu, zainteresował się islamem. Poznając nauki lidera Elijaha Muhammada z Narodu Islamu doszedł do wniosku, że biali wykorzystują czarnych do swoich celów. Jeszcze w więzieniu rozpoczął korespondowanie z Elijahem, a po warunkowym opuszczeniu zakładu w 1952 roku przystąpił do Narodu Islamu, przyjmując nazwisko Malcolm X – litera „X” (X – niewiadoma) miała podkreślić, że nie zna swoich przodków pochodzących z Afryki, a jego dotychczasowe nazwisko jest narzucone przez białych właścicieli niewolników  .

#### Na wolności
Po wyjściu na wolność stał się jedną z najważniejszych twarzy Narodu Islamu – pastorem w Harlemie i prawą ręką Muhammada. Działalność Malcolma X wzbudziła zainteresowanie FBI. Służby po tym, gdy jeszcze w więzieniu napisał list do prezydenta Harry'ego Trumana, umieściły go na liście tzw. potencjalnych sabotażystów komunistycznych oraz założyły jego teczkę personalną. W liście tym oprotestował zaangażowanie Stanów Zjednoczonych w wojnę koreańską i prowokacyjnie oznajmił „zawsze byłem komunistą. Podczas ostatniej wojny usiłowałem zaciągnąć się do armii japońskiej” . Inspirując się ruchami rewolucyjnymi i wyzwoleńczymi z Trzeciego Świata starał się wdrożyć w ideologię Narodu Islamu „czarny internacjonalizm” głoszący jedność wszystkich czarnoskórych. Uważał, że klęska Francji w Indochinach czy powstanie Mau Mau w Kenii są dowodem na to, że świat zachodni jest osłabiony i jest to szansa dla niezachodnich narodów na objęcie prymu na świecie .
Postać Malcolma X wzbudziła zainteresowanie mediów, w latach 50. występował on w programach i debatach telewizyjnych, głosząc tam przekaz Narodu Islamu. Coraz większa rozpoznawalność pastora przyczyniła się w głównej mierze do rozszerzenia liczby członków Narodu i jego wpływów w Stanach Zjednoczonych . W tym czasie prowadził on poprzez media polemikę z przedstawicielami ruchu na rzecz praw obywatelskich. Szczególnie mocno konkurował z Martinem Lutherem Kingiem, którego poddawał surowej krytyce. W kwietniu 1957 roku po brutalnym pobiciu i zaaresztowaniu czarnego muzułmanina przez policję zorganizował demonstrację, w trakcie której zażądano hospitalizacji aresztowanego działacza. Demonstracja ta była pierwszym takim wydarzeniem zorganizowanym przez Malcolma X . W 1958 roku poślubił Betty X, również będącą wierną Narodu. W 1959 roku stał się głównym bohaterem pięcioodcinkowego serialu telewizyjnego „Nienawiść rodząca nienawiść"  .

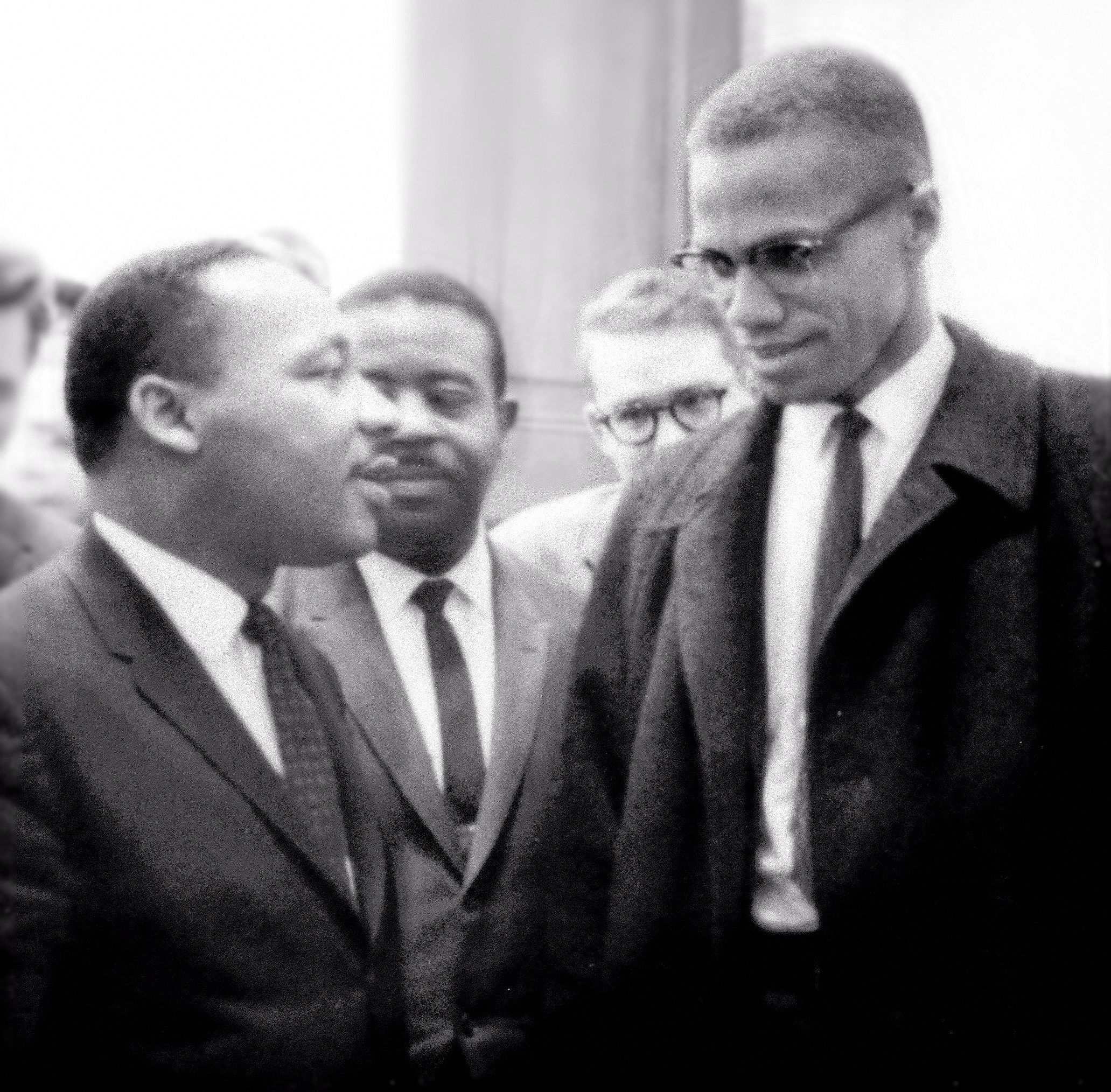
Malcolm X i pastor Martin Luther King, marzec 1964 roku

W 1962 roku w Los Angeles wybuchły zamieszki z udziałem wyznawców Narodu Islamu. W starciach z policją postrzelonych zostało sześciu czarnych muzułmanów, a sekretarz miejscowego meczetu, Ronald X Stokes, został przez stróżów prawa zabity (strzelano do niego, choć podniósł ręce do góry i nie zachowywał się agresywnie). Po zamieszkach wzmogła się akcja rządu przeciwko Narodowi, a jego działalność stanowa komisja senacka określiła jako „antyamerykańską” i uznała, że grupa prowadzi „afiliację komunistyczną”. Zabicie sekretarza skłoniło Malcolma X do próby organizacji grupy bojowej i zemsty na policji Los Angeles. Od pomysłu tego odwiódł go Elijah Muhammad. Niemniej jednak Malcolm udał się do Los Angeles, gdzie zaproponował organizacjom ruchu na rzecz praw obywatelskich utworzenie sojuszu na rzecz walki z przemocą policji. Muhammad początkowo popierał działania Malcolma X, zezwalając między innymi na spotkania czarnych muzułmanów z pastorami protestanckimi działającymi na rzecz praw czarnoskórych. Współpraca ta została następnie zaniechana z inicjatywy Muhammada, co uruchomiło jego spór z Malcolmem . 
Wydarzenia z Los Angeles zbliżyły go do lewicowego skrzydła ruchu na rzecz praw obywatelskich. W jego przemowach widoczny był coraz większy radykalizm utrzymany w tym duchu i coraz więcej odwołań do chęci przeprowadzenia rewolucji. Malcolm X odwoływał się przy tym do sukcesu ruchów rewolucyjnych w Azji, Afryce czy na Kubie. 2 grudnia 1963 roku Malcolm X będący wówczas krajowym, a więc najwyższym rangą pastorem Narodu Islamu, został bezterminowo (a w praktyce na stałe) zawieszony przez Elijaha Muhammada pod pretekstem pogwałcenia przez niego zakazu komentowania zamachu na Johna F. Kennedy'ego. Muhammad zapobiegł w ten sposób możliwości przejęcia władzy w Narodzie przez Malcolma .

### Odejście z Narodu Islamu
W marcu 1964 roku ogłosił odejście z Narodu Islamu. Decyzję tę ogłosił po tym, gdy na światło dzienne wyszła informacja o nieślubnych dzieciach Muhammada Elijaha – informacja ta wstrząsnęła Malcolmem ze względu na to, że sam Muhammad na gruncie islamskim wprowadził w organizacji surowe zakazy obejmujące między innymi cudzołóstwo. Jeszcze w tym samym roku odbył pielgrzymkę do Mekki. Spotkanie z wyznawcami islamu innych ras zmieniło jego nastawienie i otworzyło na współpracę z osobami spoza kręgu środowisk osób czarnoskórych . Wizytę w Arabii Saudyjskiej ułatwił mu tamtejszy książę Fajsal ibn Abd al-Aziz Al Su’ud. Dostrzegając ponadrasowy charakter islamu i za namowami Fajsala porzucił doktrynę Narodu, przyjął islam w wydaniu sunnickim i zmienił nazwisko, stając się El Hajj Malikiem El-Shabazzem  .
Po powrocie do Stanów Zjednoczonych odgrodził religię od polityki. Utworzył dwie organizacje o osobnym charakterze. Za działalność religijną odpowiedzialny był Meczet Muzułmański, a za polityczną Organizacja Jedności Afroamerykańskiej. Po raz pierwszy nawiązał kontakt z grupami białych. Białym sojusznikiem Organizacji Jedności Afroamerykańskiej stała się lewicowa Socjalistyczna Partia Robotnicza. Coraz wydatniej głosił hasła rewolucyjne i antykapitalistyczne. Zbliżająca się jego zdaniem rewolucja nie będzie miała oparcia w kolorze skóry, lecz będzie globalną rebelią skierowaną przez przedstawicieli wszystkich ras przeciwko wyzyskiwaczom .
Jeszcze w 1964 roku po raz kolejny odbył podróż na Bliski Wschód, a także do Afryki. W trakcie trwającej prawie pół roku wizyty ochoczo przyjmowany był przez tamtejszych oficjeli. W grudniu 1964 roku uczestniczył w debacie na Uniwersytecie Oksfordzkim. Korzystając ze zdobytych w Trzecim Świecie koneksji, przygotowywał potępienie rządu amerykańskiego za rasizm na seminarium afroazjatyckim mającym odbyć się w Algierii. Na spotkanie osobiście zaprosił go prezydent Ahmed Ben Bella. Na konferencji miał się też spotkać z Ernesto Guevarą (z którym prawdopodobnie spotkał się już grudniu 1964 roku, gdy ten przyleciał do USA na sesję Zgromadzenia Ogólnego ONZ).

### Śmierć
Tuż przed wyjazdem do Algierii, 21 lutego 1965 roku, Malcolm X został zastrzelony na wiecu w Harlemie, na którym miał przedstawić status Organizacji Jedności Afroamerykańskiej. Za winnych zabójstwa uznano trzech członków Narodu Islamu (w 2021 r. dwóch z nich zostało uniewinnionych przez Sąd Najwyższy hrabstwa Nowy Jork), którzy mieli nie pogodzić się z opuszczeniem przez Malcolma tejże organizacji. Tydzień przed zamachem dom Malcolma, w którym spał z żoną i córkami, został zaatakowany bombami zapalającymi. Niektóre źródła wskazują na to, że zamachowcy byli opłacani lub byli tajnymi współpracownikami FBI  .
W 1965 roku ukazała się w Nowym Jorku ceniona do dziś „The Autobiography of Malcolm X”, napisana z pomocą Aleksa Haleya.

## Nawiązania w sztuce
Reżyser Spike Lee nakręcił film biograficzny Malcolm X (1992). W roli głównej wystąpił Denzel Washington.